# Рычково (Ильинское сельское поселение)
Рычково — деревня в Лихославльском районе Тверской области.

## География
Находится в центральной части Тверской области на расстоянии приблизительно 2 км на юго-запад по прямой от районного центра города Лихославль.

## История
Деревня была отмечена ещё на карте Менде, состояние местности на которой соответствует 1848 году. В 1859 году здесь было учтено 12 дворов. До 2017 деревня входила в Ильинское сельское поселение Лихославльского района, с 2017 по 2021 в Вёскинское сельское поселение до его упразднения.

## Население
Численность населения: 103 человека (1859 год), 25 (русские 92 %, карелы 8%) в 2002 году, 23 в 2010.